# Wonorejo (Kikim Barat)
Wonorejo is een bestuurslaag in het regentschap Lahat van de provincie Zuid-Sumatra, Indonesië. Wonorejo telt 1024 inwoners (volkstelling 2010).